# منتخب بوتسوانا لكرة السلة
منتخب بوتسوانا لكرة السلة هو ممثل بوتسوانا الرسمي في المنافسات الدولية في كرة السلة. ينتمي إلى منطقة الاتحاد الأفريقي لكرة السلة. انضم إلى الاتحاد الدولي لكرة السلة في عام 1997.